# Stülper Huk

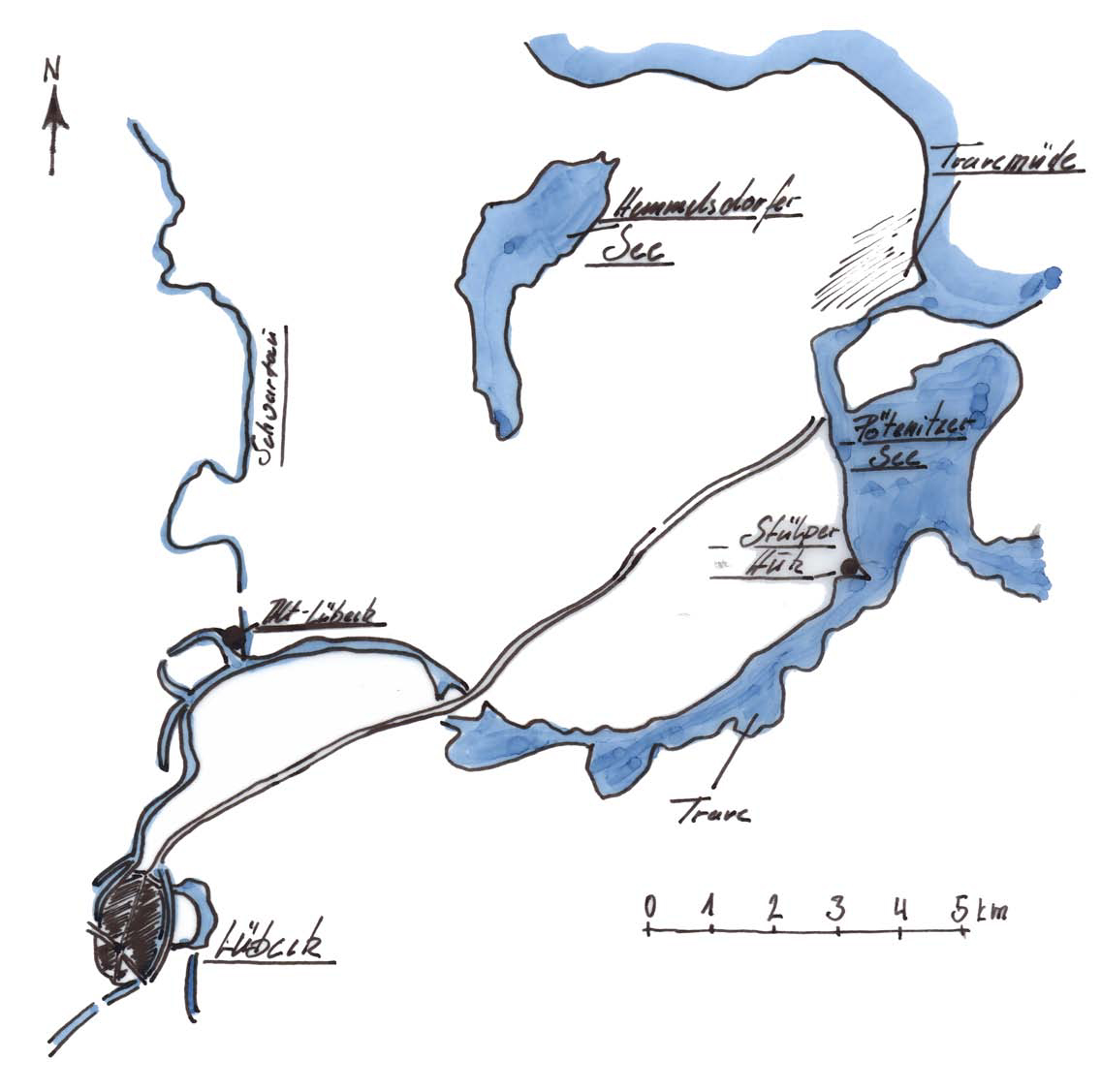
Region Lübeck – Stülper Huk – Travemünde

Die Stülper Huk ist eine Huk (norddeutsch für kleine, meist erhöhte Halbinsel oder Ecke als Küstenform) im Unterlauf der Trave, an einer Flussbiegung gegenüber von Pötenitzer Wiek und Dassower See im Naturschutzgebiet Dummersdorfer Ufer.
Im 12. Jahrhundert ließ Heinrich der Löwe die Huk wegen der strategischen Lage und ihrer Erhebung (Hirtenberg) über der eiszeitlichen Schmelzwasserrinne der Trave mit einer Burg befestigen, die jedoch von den Abodriten, rund drei Jahrzehnte nach ihrer Entstehung, zerstört wurde. Die Stülper Huk gilt heute als eines der wichtigen Bodendenkmale im Bereich Travemünde.

## Geschichte
Archäologische Funde aus der Steinzeit belegen, dass die Stülper Huk schon damals vermutlich aufgrund ihrer Lage ein besuchter Ort war. Schriftlich wird die Huk im Mittelalter um 1147/1149 zum ersten Mal erwähnt, als mächtiger Geländesporn des in den Travelauf vorspringenden Hirtenberges. In der Gemarkung Dummersdorf finden sich noch Wall- und Grabenanlage einer ehemaligen Befestigung. Sehr wahrscheinlich stand dort im Hochmittelalter eine Motte, auch Turmhügelburg genannt.

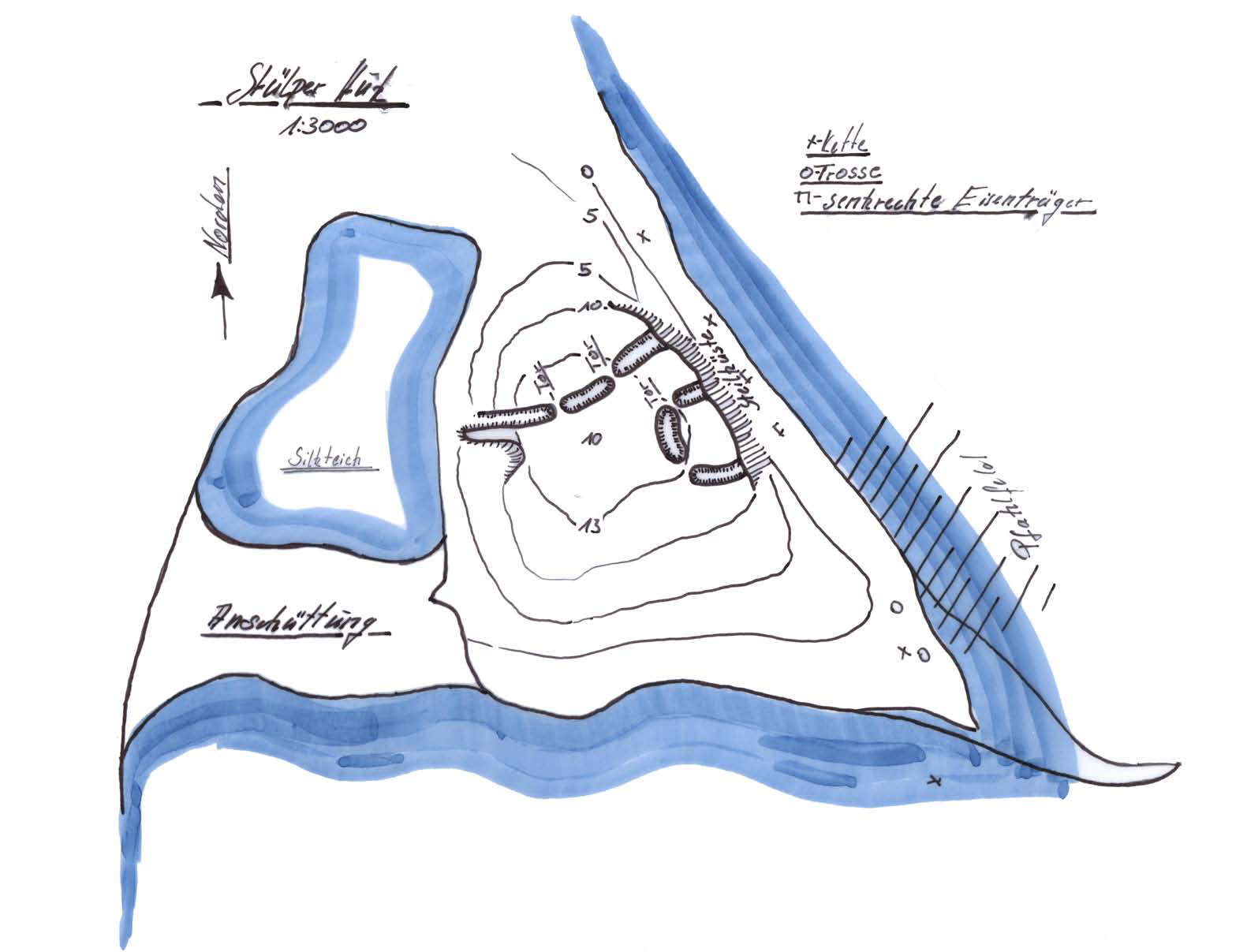
Skizze der Stülper Huk

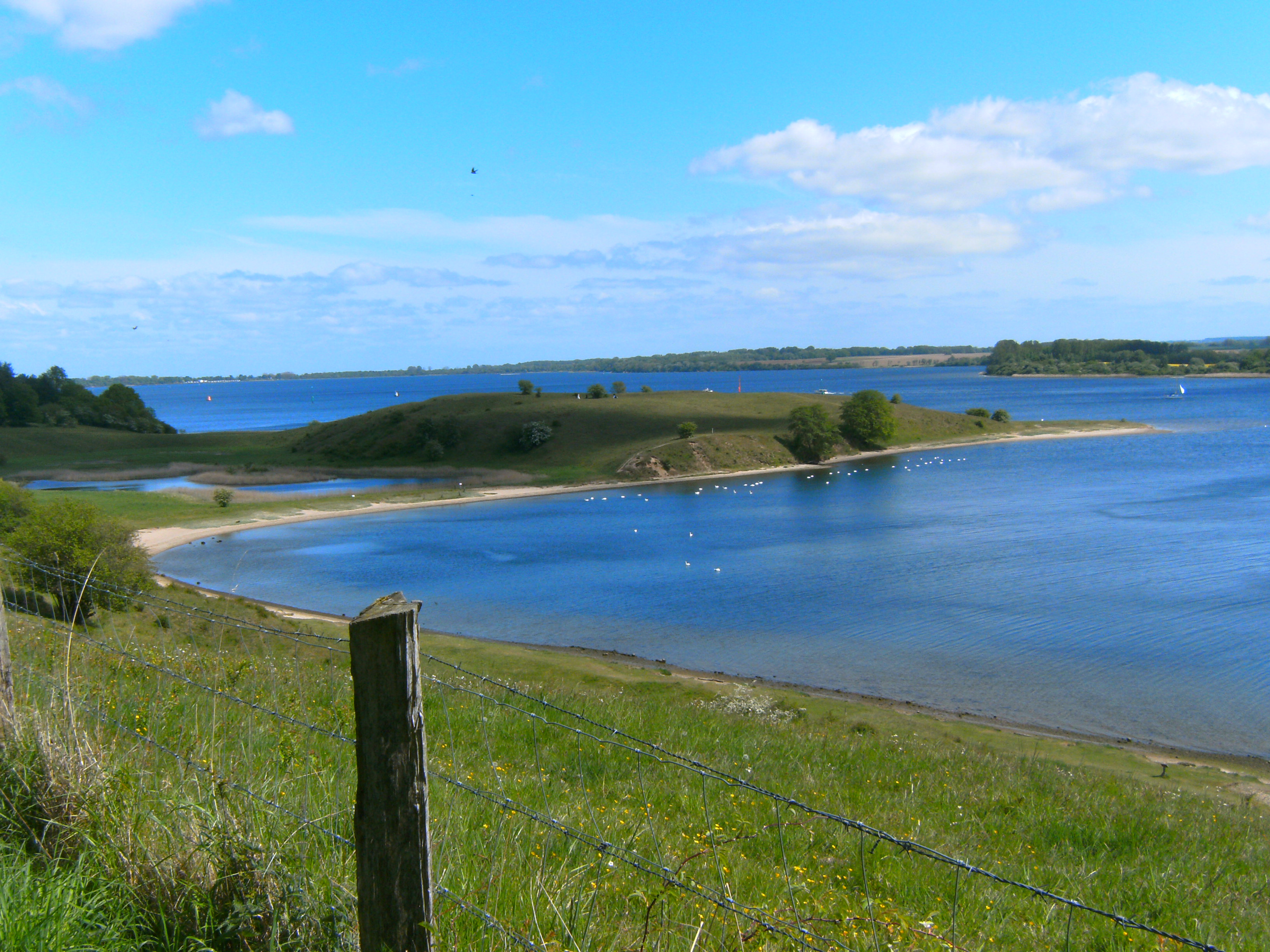
Hirtenberg beim Dummersdorfer Ufer

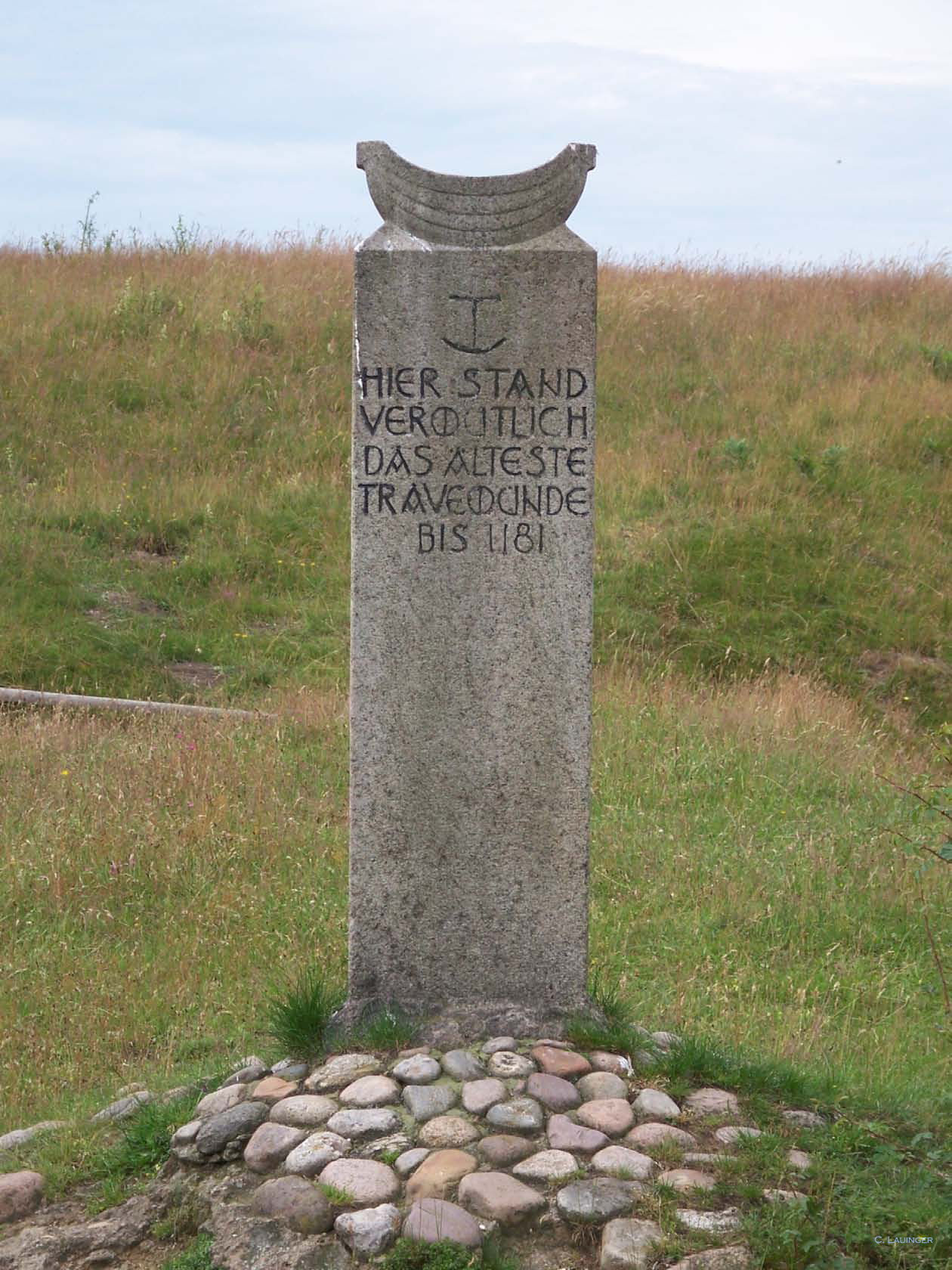
Gedenkstein Stülper Huk

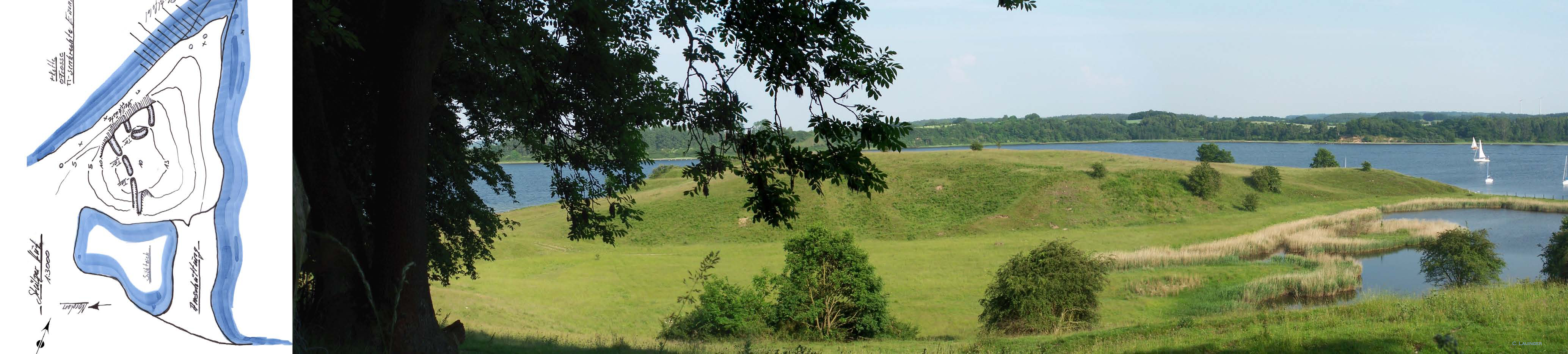
Stülper Huk – Silkteich

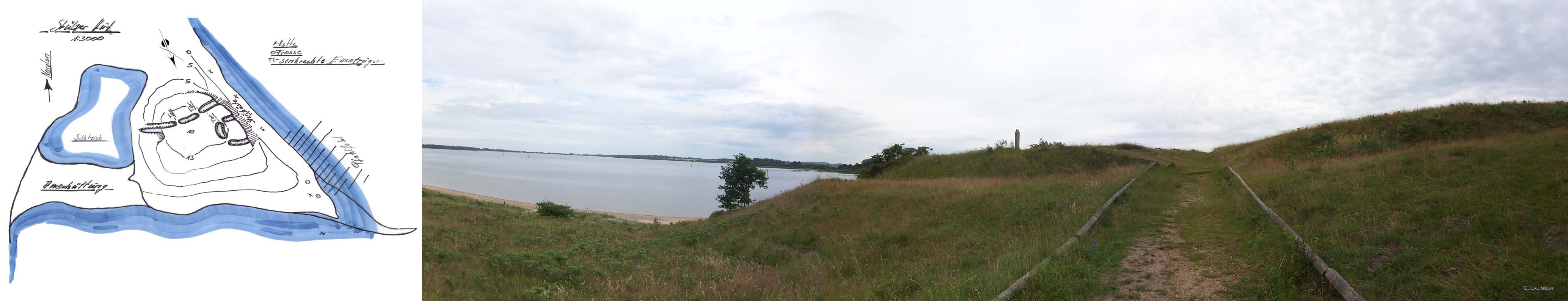
Die alten Erdwälle

Durch Ausgrabungen im 19. und 20. Jahrhundert wurden die Reste der alten Befestigung auf dem erhöhten und ursprünglich spitzen Sporn des Hirtenbergs freigelegt. Dieser strategisch besonders günstig gelegene Geländeteil verfügte in alter Zeit nur über einen schmalen Zugang. Freigelegt wurden unter anderem Grabenzüge, Erdbrücken und ein Innenraum von ca. 30–40 m Durchmesser mit einem Steinfundament, das offenbar den Rest eines Turmes darstellt.
Die Anlage wurde als Alt-Travemünde identifiziert, das in den Chroniken von Helmold von Bosau und Arnold von Lübeck erwähnt wird. Denn aus damaliger Sicht endete an dieser Stelle der Lauf der Trave in der Pötenitzer Wiek, daher „Travemünde“.
Graf Adolf II. von Holstein ließ den Platz nach einem Überfall des slawischen  Abotritenfürsten Niklot im Jahre 1147 oder 1149  befestigen. Bei drohenden Überfällen durch Slawen oder Dänen zog er dort ein Heer zusammen. Um 1158 musste Graf Adolf II. das weiter stromaufwärts gelegene Lübeck an Herzog Heinrich den Löwen abtreten. Anscheinend übernahm der Herzog auch die Burg am Stülper Huk.
Der Chronist Arnold von Lübeck berichtet, dass die Abotriten als Verbündete Kaiser Barbarossas gegen Heinrich den Löwen die Burg beim Stülper Huk während der Belagerung Lübecks 1181 niederbrannten. Vor dieser kriegerischen Handlung wurde 1180 die Acht über Heinrich den Löwen verhängt, nachdem er seine Teilnahme am Zweiten Kreuzzug verweigert hatte. Kaiser Friedrich Barbarossa ließ die Besitztümer des Herzogs einziehen und zog im Spätsommer 1181 in Lübeck ein.
Um 1186/87 veranlasste Graf Adolf III. den Wiederaufbau der Wehranlage traveabwärts an einer anderen Stelle. Die Burg wurde verlegt und der Name Travemünde auf sie übertragen; die alte Stelle verlor ihre Bedeutung. Der wahrscheinliche Wiederaufbau der Wehranlage erfolgte zwischen der heutigen Straße „Rose“ und dem Leuchtturm auf dem Leuchtenfeld. Eine genaue Lokalisierung ist bisher nicht gelungen.
Seit dem Lübecker Reichsfreiheitsbrief aus dem Jahr 1226 durften Dritte in zwei Meilen Entfernung vom Unterlauf der Trave keine Befestigungen unterhalten.